# 圣让德吕兹
圣让德吕兹（法語：Saint-Jean-de-Luz，法語發音：[sɛ̃ ʒɑ̃ də lyz]），法国西南部城市，新阿基坦大区大西洋比利牛斯省的一个市镇，隶属于巴约讷区，其市镇面积为19.05平方公里，2022年1月1日时人口数量为14,690人，在法国城市中排名第687位。
圣让德吕兹位于大西洋比利牛斯省西部，大西洋海滨，沿比斯开湾沿岸延伸的连接法国和西班牙之间公路及铁路均由此通过。圣让德吕兹是法国巴斯克地区重要的旅游城市，因当地的海滩及巴斯克传统建筑而闻名。前法国国家男子足球队运动员比森特·利扎拉祖出生于圣让德吕兹。

## 地名来源
“圣让德吕兹”一名最初于1186年以“Sanctus-Johannes-de-Luis”的形式被记载。根据史学家让-巴蒂斯德·奥尔皮斯唐的论述，“圣让”一名来源于天主教使徒约翰，而“吕兹”一名则来源于巴斯克语“Lohitzun”，意为“冲积带”，与当地的海岸线河口景观有关。
圣让德吕兹的现代巴斯克语名称为“Donibane Lohizune”。

## 历史

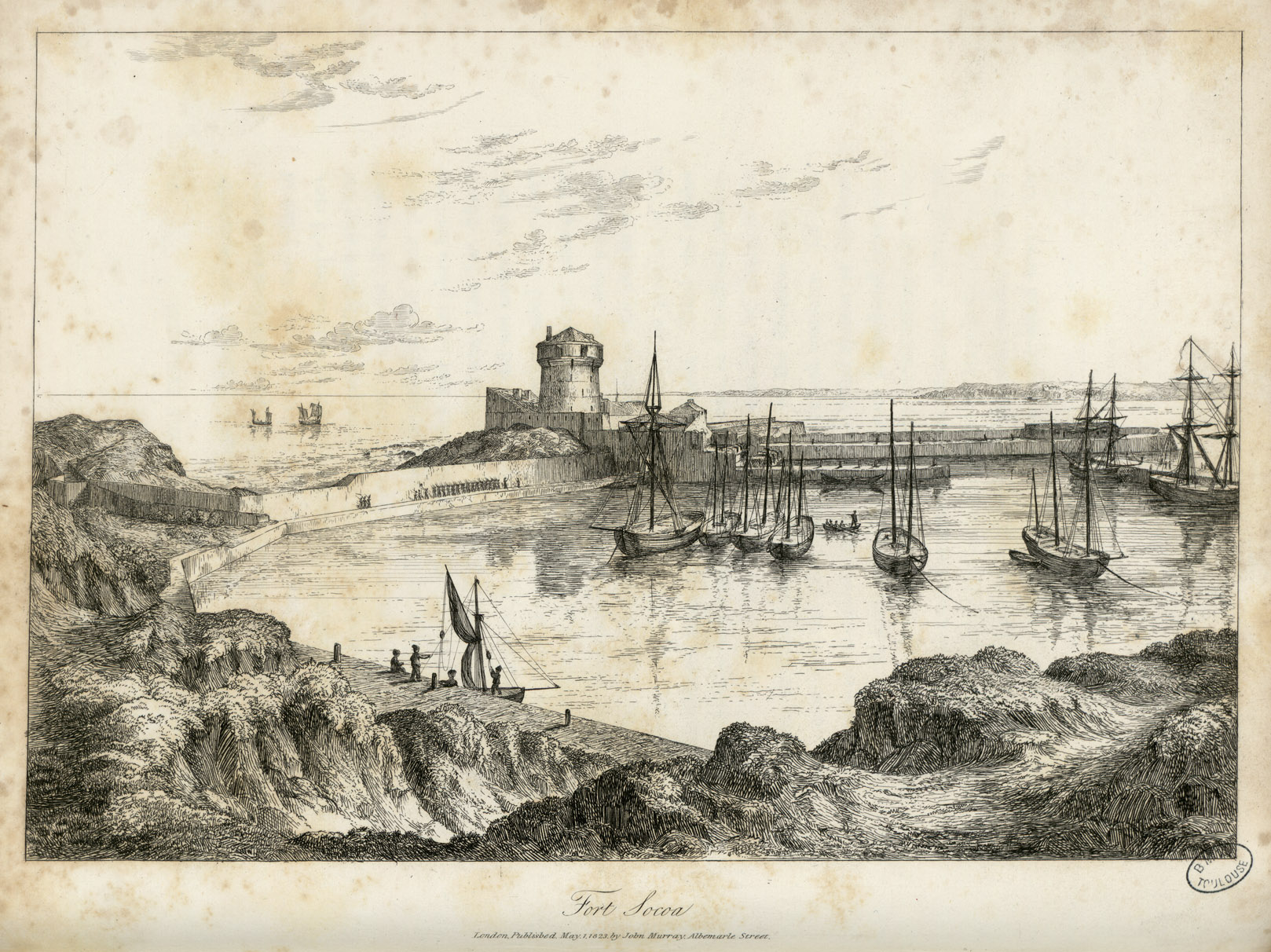
19世纪初的圣让德吕兹港

圣让德吕兹自公元3世纪起成为天主教巴约讷教区的一处领地，约在中世纪中后期开始形成聚落。新航路开辟后，当地港口渔民开启了往返于北美和欧洲之间的贸易往来，这使得圣让德吕兹逐渐发展成为重要的商业重镇，其人口数量逐年增加，其境内还开辟了浴场等设施。1659年《比利牛斯条约》签订后，圣让德吕兹所处的巴斯克北部地区被法兰西王国继承。1660年，法兰西国王路易十四和纳瓦拉王后西班牙的玛丽-泰蕾莎在圣让德吕兹举办婚礼。18世纪后，法兰西丧失了大片北美领土，圣让德吕兹的商业贸易逐渐衰落。法国大革命期间，圣让德吕兹被共和派更名为“Chauvin-Dragon”，成为下比利牛斯省（现大西洋比利牛斯省）的一个市镇。1845年，塞尔整体并入圣让德吕兹的市镇范围。工业革命时期，沿巴斯克北部海岸线修建的波尔多－伊伦铁路建成。20世纪中后期，随着高速公路的建成以及高速列车的开行，圣让德吕兹逐渐成为一座旅游城市，并因停靠大量私人船舶而被称为“舰艇之城”（cité des corsaires）。

## 地理

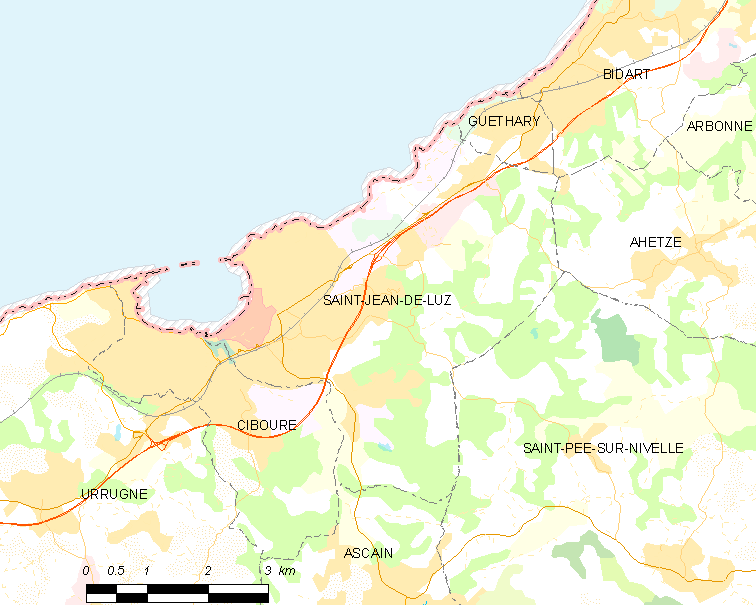
圣让德吕兹市镇范围地图

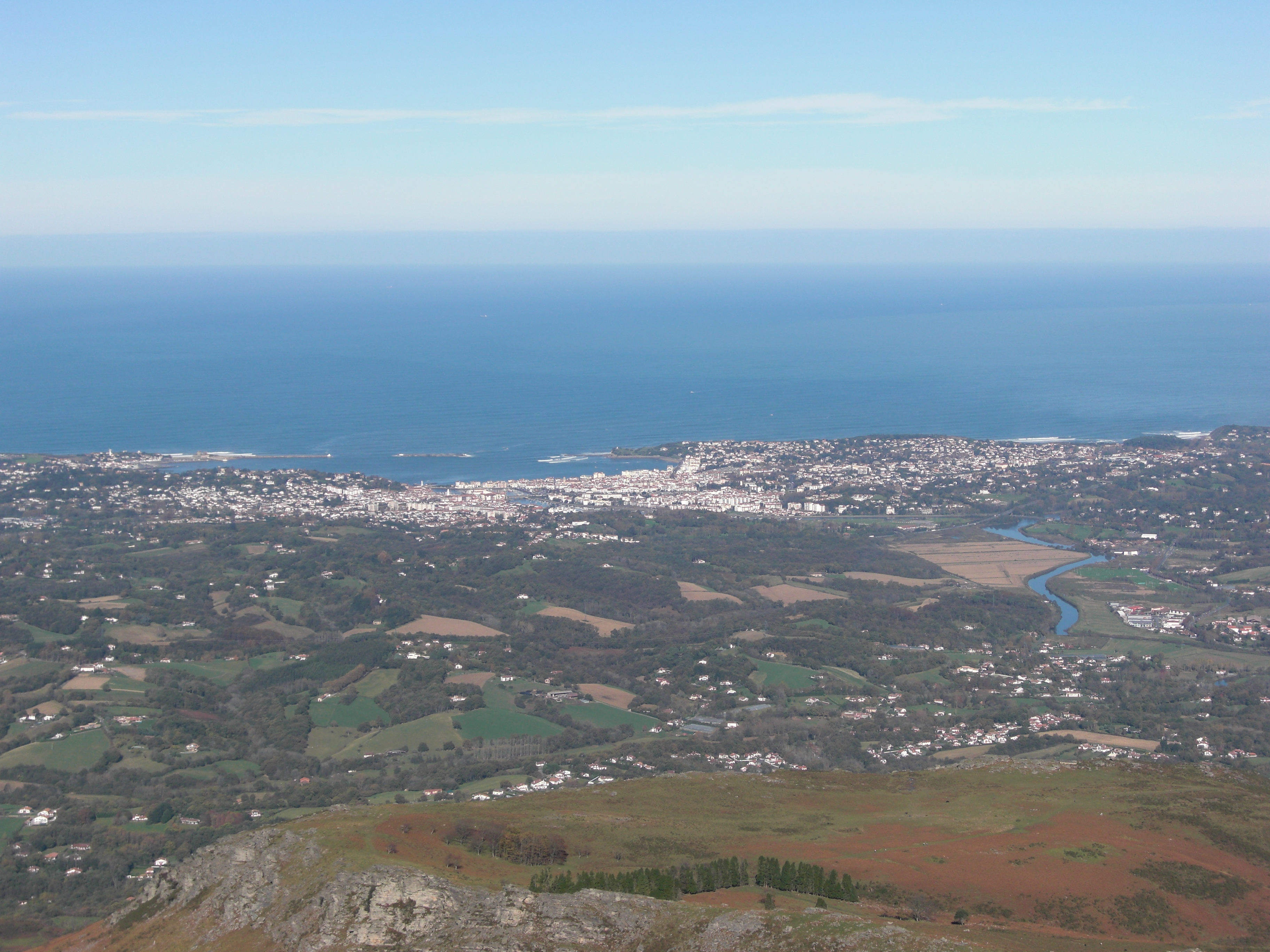
航拍圣让德吕兹

圣让德吕兹位于法国西南部，新阿基坦大区西南部和大西洋比利牛斯省西南部，距离省会波城大约130公里。与圣让德吕兹接壤的市镇包括：盖塔里、阿埃茨、阿斯坎、比达尔、锡布尔和尼韦勒河畔圣佩。

### 地形
圣让德吕兹位于比利牛斯山西部沿海地区，境内以丘陵为主，市镇中心地势较为平坦，全境海拔在0到84米之间。

### 水文
尼韦勒河自南向北流经圣让德吕兹市区西部，并在此注入大西洋。

### 植被
圣让德吕兹属于亚热带常绿林和温带阔叶混交林混合区域，迪孔特尼亚公园（Parc Ducontenia）是当地主要城市绿地。
在鲜花城市的评比中，圣让德吕兹被评为3星级鲜花城市。

### 气候
圣让德吕兹在柯本气候分类法中属于带有亚热带特征的温带海洋性气候。
距离圣让德吕兹最近的常年气象站位于锡布尔境内，以下为该气象站的数据（其中日照数据取自比亚里茨）：
| 圣让德吕兹1981年－2019年 | 圣让德吕兹1981年－2019年 | 圣让德吕兹1981年－2019年 | 圣让德吕兹1981年－2019年 | 圣让德吕兹1981年－2019年 | 圣让德吕兹1981年－2019年 | 圣让德吕兹1981年－2019年 | 圣让德吕兹1981年－2019年 | 圣让德吕兹1981年－2019年 | 圣让德吕兹1981年－2019年 | 圣让德吕兹1981年－2019年 | 圣让德吕兹1981年－2019年 | 圣让德吕兹1981年－2019年 | 圣让德吕兹1981年－2019年 |
| 月份                     | 1月                      | 2月                      | 3月                      | 4月                      | 5月                      | 6月                      | 7月                      | 8月                      | 9月                      | 10月                     | 11月                     | 12月                     | 全年                     |
| ------------------------ | ------------------------ | ------------------------ | ------------------------ | ------------------------ | ------------------------ | ------------------------ | ------------------------ | ------------------------ | ------------------------ | ------------------------ | ------------------------ | ------------------------ | ------------------------ |
| 历史最高温 °C（°F）      | 24.6 (76.3)              | 28.4 (83.1)              | 29.8 (85.6)              | 32.5 (90.5)              | 35.4 (95.7)              | 39 (102)                 | 41.9 (107.4)             | 40.2 (104.4)             | 38 (100)                 | 33.2 (91.8)              | 29 (84)                  | 26 (79)                  | 41.9 (107.4)             |
| 平均高温 °C（°F）        | 12.8 (55.0)              | 13.4 (56.1)              | 15.4 (59.7)              | 16.5 (61.7)              | 19.5 (67.1)              | 22 (72)                  | 24.2 (75.6)              | 24.8 (76.6)              | 23.4 (74.1)              | 20.6 (69.1)              | 16 (61)                  | 13.4 (56.1)              | 18.5 (65.3)              |
| 日均气温 °C（°F）        | 9.3 (48.7)               | 9.6 (49.3)               | 11.4 (52.5)              | 12.6 (54.7)              | 15.7 (60.3)              | 18.3 (64.9)              | 20.5 (68.9)              | 21 (70)                  | 19.1 (66.4)              | 16.6 (61.9)              | 12.3 (54.1)              | 10 (50)                  | 14.7 (58.5)              |
| 平均低温 °C（°F）        | 5.8 (42.4)               | 5.9 (42.6)               | 7.4 (45.3)               | 8.6 (47.5)               | 11.8 (53.2)              | 14.7 (58.5)              | 16.8 (62.2)              | 17.2 (63.0)              | 14.9 (58.8)              | 12.6 (54.7)              | 8.7 (47.7)               | 6.5 (43.7)               | 10.9 (51.6)              |
| 历史最低温 °C（°F）      | −10.8 (12.6)             | −12 (10)                 | −7.2 (19.0)              | −2.4 (27.7)              | 2.6 (36.7)               | 4.2 (39.6)               | 6.4 (43.5)               | 7.2 (45.0)               | 2.2 (36.0)               | 0 (32)                   | −5.6 (21.9)              | −8 (18)                  | −12 (10)                 |
| 平均降水量 mm（）        | 139 (5.5)                | 116.9 (4.60)             | 110.9 (4.37)             | 137 (5.4)                | 115.1 (4.53)             | 86.4 (3.40)              | 70.1 (2.76)              | 99.6 (3.92)              | 118 (4.6)                | 152.6 (6.01)             | 182 (7.2)                | 155.4 (6.12)             | 1,483 (58.4)             |
| 月均日照時數             | 100.2                    | 114.1                    | 164.4                    | 169.4                    | 193.7                    | 203.3                    | 209.0                    | 206.8                    | 192.8                    | 141.7                    | 103.8                    | 88.3                     | 1,887.3                  |
| 来源：infoclimat.fr      |                          |                          |                          |                          |                          |                          |                          |                          |                          |                          |                          |                          |                          |

## 行政区划
圣让德吕兹是法国新阿基坦大区大西洋比利牛斯省的一个市镇，编号为64483。圣让德吕兹隶属于巴约讷区以及大西洋比利牛斯省第六选区，管理圣让德吕兹县，同时也是巴斯克地区城市圈公共社区的组成部分。
圣让德吕兹市镇被划为11个街区，并实行管理制度。
法国国家统计与经济研究所（简称）在进行数据统计时，将圣让德吕兹及相邻的另外29个市镇设为巴约讷城市核心区，并将包括核心区在内的周边共60个市镇划为巴约讷城市区。自2020年起，巴约讷城市区被包含56个市镇的巴约讷城市辐射区代替。此外，还将圣让德吕兹市镇分为了6个“块区”（IRIS），以便于统计人口分布情况。

## 交通

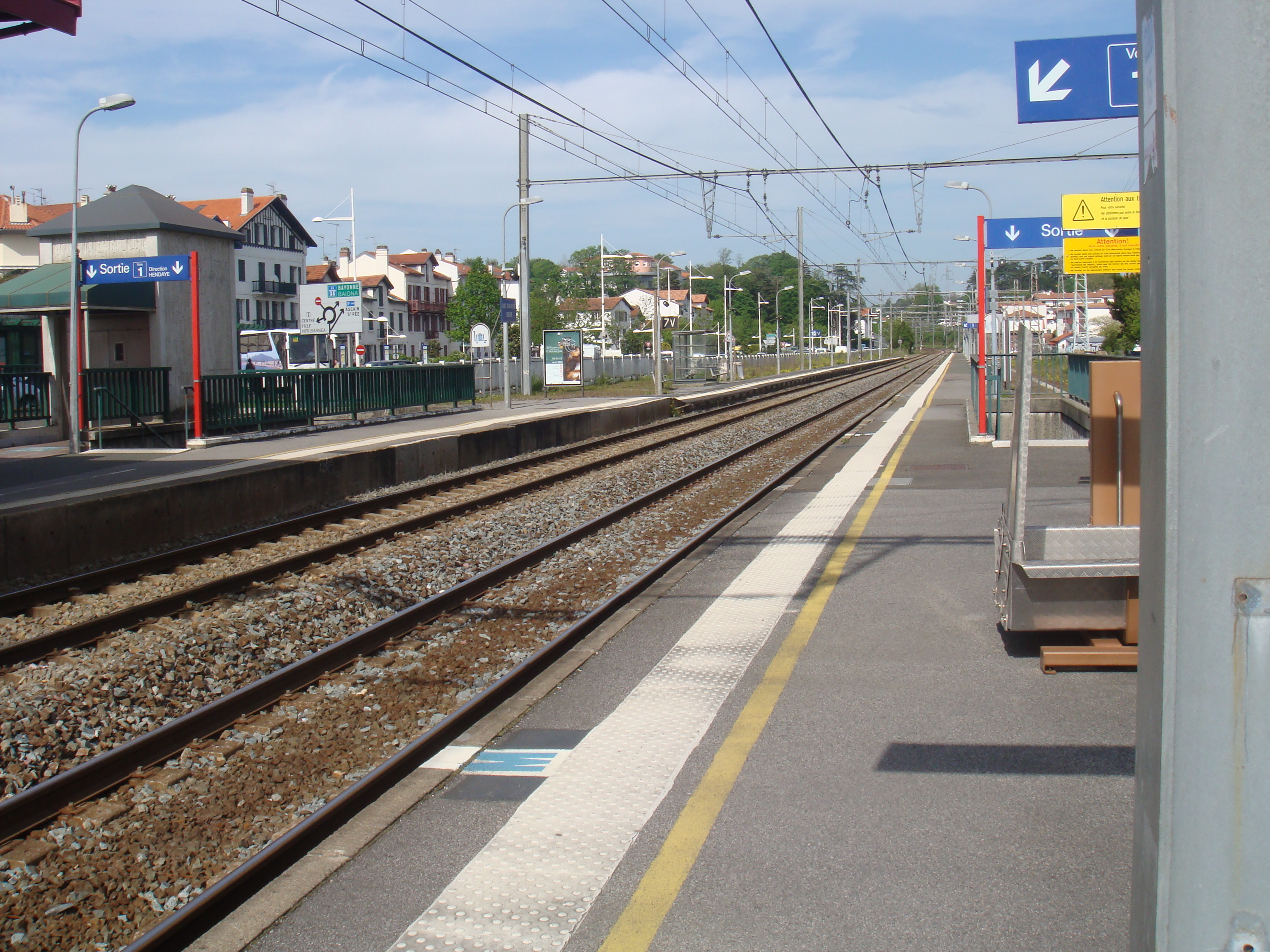
圣让德吕兹-锡布尔火车站的股道

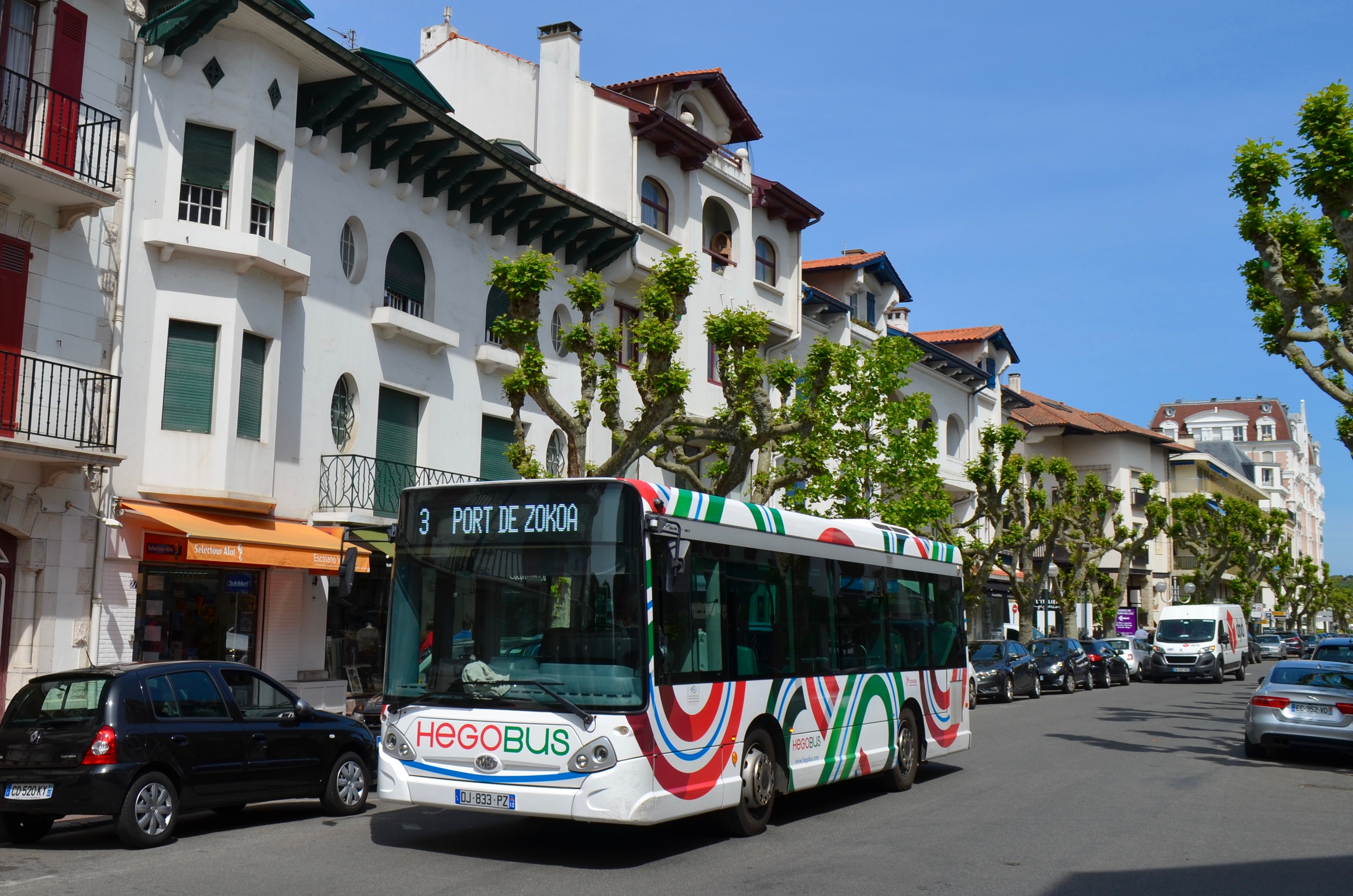
圣让德吕兹街头的公共汽车

### 公路
A63高速公路经过圣让德吕兹市区东部，并设有3号出入口连接市区；此外多条大西洋比利牛斯省省道在圣让德吕兹境内交汇。
2017年，43.2%的圣让德吕兹家庭拥有至少一辆私人汽车。2019年，圣让德吕兹境内共发生各类交通事故43起，造成50人受伤。

### 铁路
圣让德吕兹位于波尔多－伊伦铁路上。圣让德吕兹-锡布尔站位于市区西南部，该站每天停靠约四班往返于巴黎和昂达伊之间的高速列车以及往返于波尔多（或达克斯）和伊伦一线的区域列车。

### 航空
距离圣让德吕兹最近的民用航空站为比亚里茨机场，距离圣让德吕兹市中心的公路里程约14.5公里。

### 城市公共交通
南部巴斯克地区城市公共交通（商业名称为）是当地的城市公共交通系统。截至2021年9月，该系统共包括数十条公交线路，其中8条线路经过圣让德吕兹市区。

## 政治

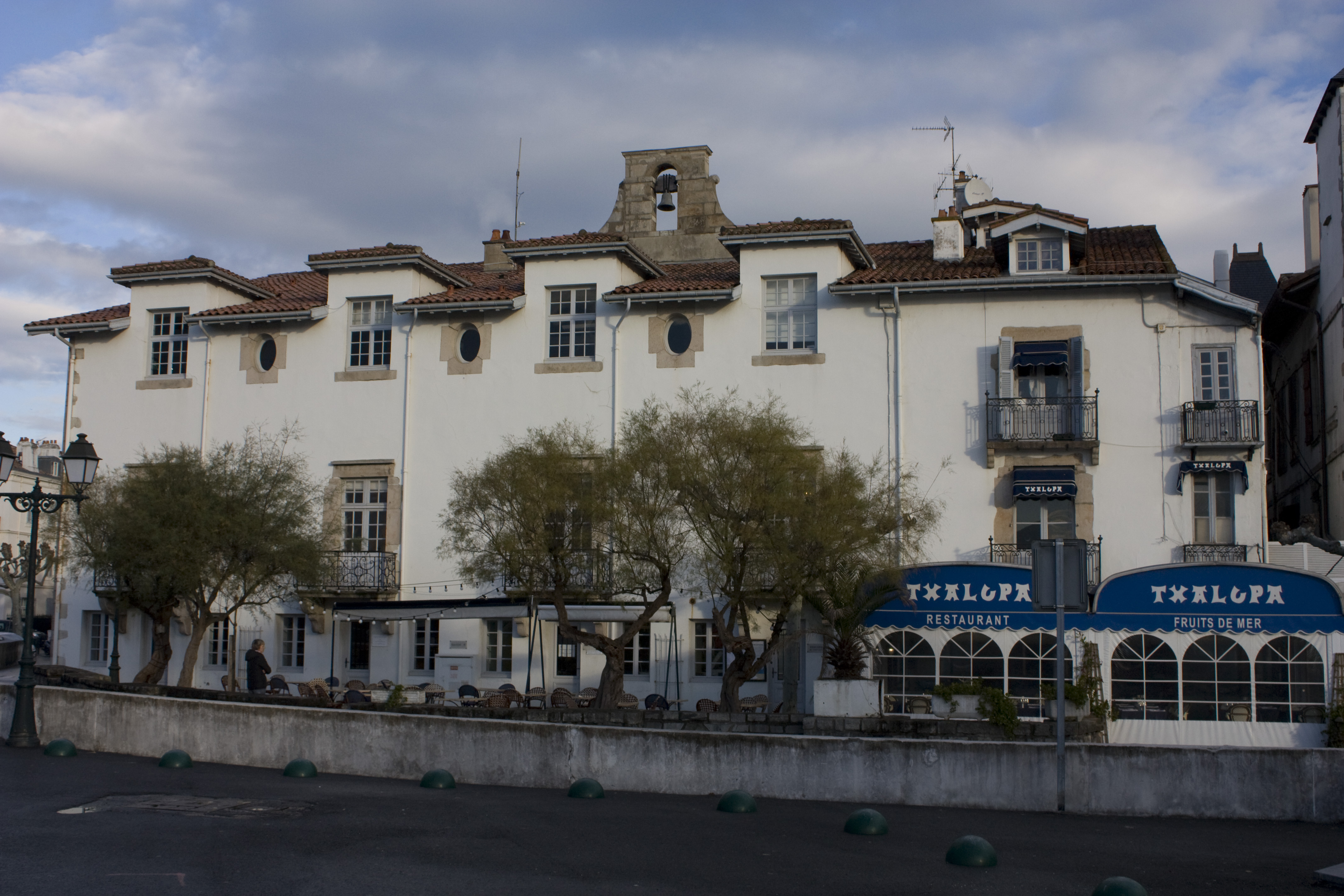
圣让德吕兹市政厅

圣让德吕兹的现任市长为让-弗朗索瓦·伊里戈扬先生（Jean-François Irigoyen），他是共和党的一名成员，在2020年的市政选举中获得了50.55%的支持率。
在2017年的法国总统大选中，法国第25任总统埃马纽埃尔·马克龙在圣让德吕兹获得了77.9%的支持率。
| 圣让德吕兹历届市长 |                                             |                                                                 |
| 任期               | 市长                                        | 党派                                                            |
| 1944年－1953年     | Élie de Sèze 埃利·德·塞兹                   | 不详                                                            |
| 1953年－1961年     | Alfred Pose 阿尔弗雷德·波斯                 | 無黨籍                                                          |
| 1961年－1971年     | Pierre Larramendy 皮埃尔·拉腊门迪           | UDR共和国保卫联盟                                               |
| 1971年－1987年     | André Ithurralde 安德烈·伊蒂拉尔德          | UDR共和国保卫联盟 →RPR保衛共和聯盟                              |
| 1987年－1989年     | Paul Ricau 保罗·里科                        | UDF法国民主联盟                                                 |
| 1989年－1995年     | Paul Badiola 保罗·巴迪奥拉                  | UDF法国民主联盟 →CDS社会民主中心                                |
| 1995年－2002年     | Michèle Alliot-Marie 米谢勒·阿利奥-玛丽     | DVD右翼无党派人士 →RPR保衛共和聯盟                              |
| 2002年－2017年     | Peyuco Duhart 佩尤科·迪阿尔                 | DVD右翼无党派人士 →UMP人民运动联盟 →LR共和黨 →DVD右翼无党派人士 |
| 2017年－           | Jean-François Irigoyen 让-弗朗索瓦·伊里戈扬 | LR共和黨                                                        |

## 人口
2018年，圣让德吕兹市镇人口数量为14,198，在法国排名第687位。其中男性6,363人，女性7,730人，75岁及以上人口占14.8%，外籍人口数量为3,086人，人口密度为745人/平方公里，当地居民被称为（男性）或（女性）。2019年，圣让德吕兹境内出生77人，死亡人口182人。
| 年份   | 1936  | 1946   | 1954  | 1962   | 1968   | 1975   | 1982   | 1990   | 1999   | 2006   | 2011   | 2016   | 2018   |
| ------ | ----- | ------ | ----- | ------ | ------ | ------ | ------ | ------ | ------ | ------ | ------ | ------ | ------ |
| 人口數 | 7,804 | 10,234 | 9,672 | 10,241 | 10,841 | 11,854 | 12,769 | 13,031 | 13,247 | 13,579 | 12,960 | 14,057 | 14,198 |

## 经济
截止2021年9月，圣让德吕兹共有各类用人单位（包含自雇）4,116家，平均历史为18年，其中97.87%为中小型企业（PME）。（服装销售）、（服装销售）及（特征服装销售）是当地2019年营业额最高的三个企业，分别为253,393,544欧元、46,791,848欧元和42,771,241欧元。

## 财政收入
2019年，圣让德吕兹的财政收入总额为24,058,600欧元，财政支出总额为22,387,700欧元，当年的债务总额为16,048,600欧元。2021年，圣让德吕兹共获得1,763,299欧元的国家财政补助，比上一年减少了3.71%。
2017年，圣让德吕兹的人均月收入总额为2,064欧元，其中高级职员为4,188欧元，低于法国平均水平（4,214欧元）；中级职员为2,226欧元，低于法国平均水平（2,353欧元）；普通职员为1,615欧元，亦低于法国平均水平（1,690欧元）。
2017年，圣让德吕兹境内的青壮年（15至64岁）失业率为16.3%，当地53.9%的家庭拥有纳税资格，平均纳税4,699欧元，高于法国平均水平（3,888欧元）。

## 社会事务

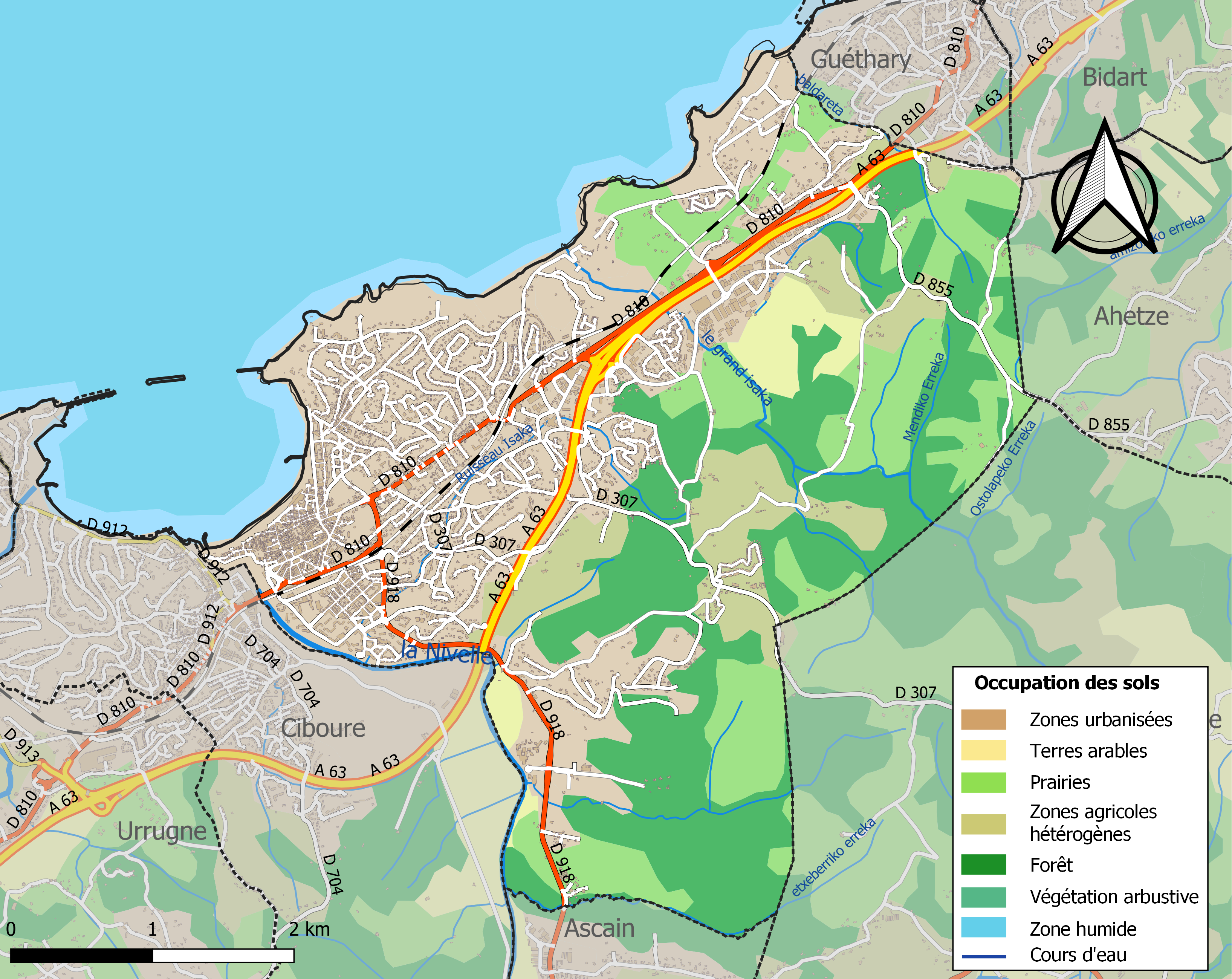
圣让德吕兹土地利用情况地图

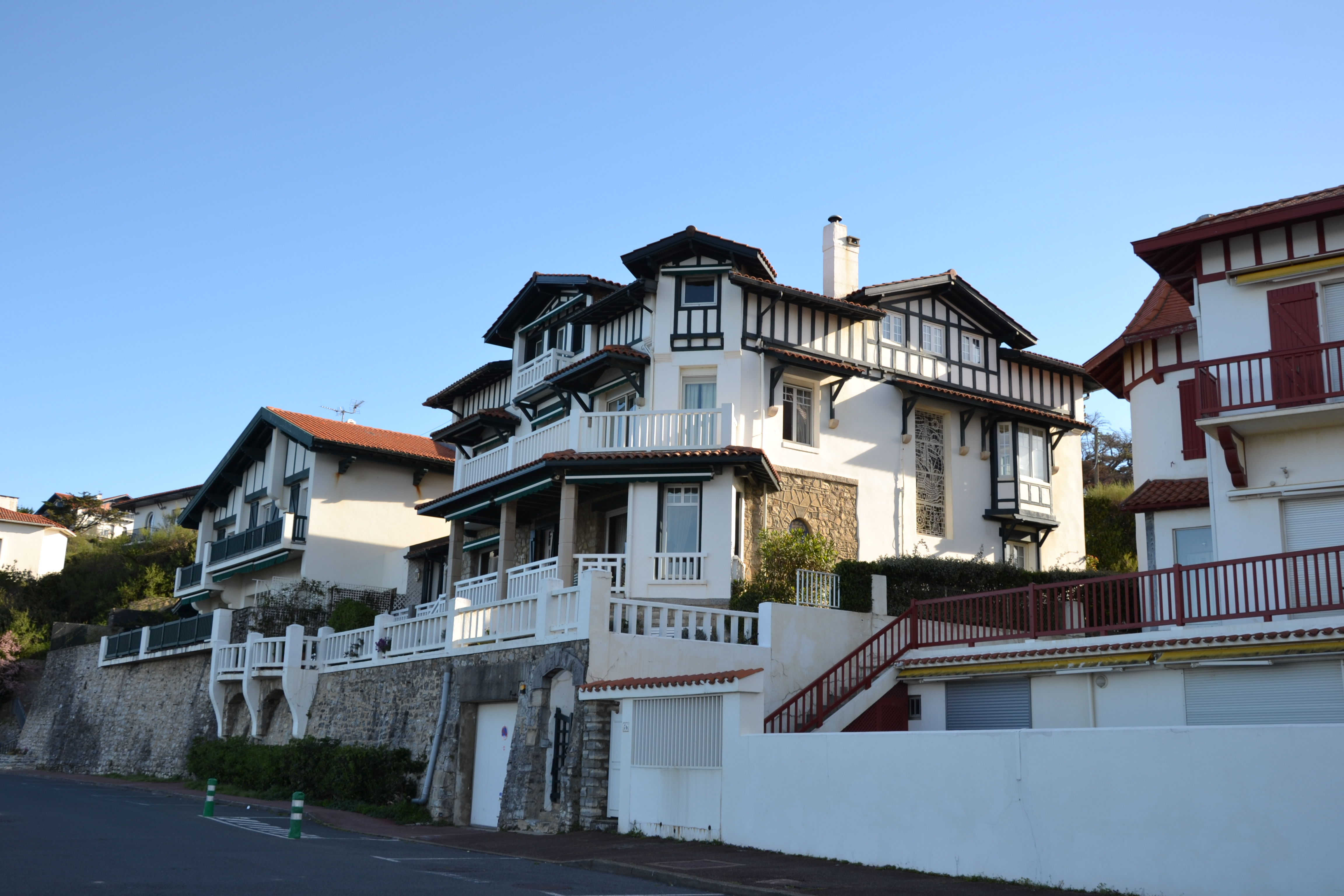
圣让德吕兹传统民居

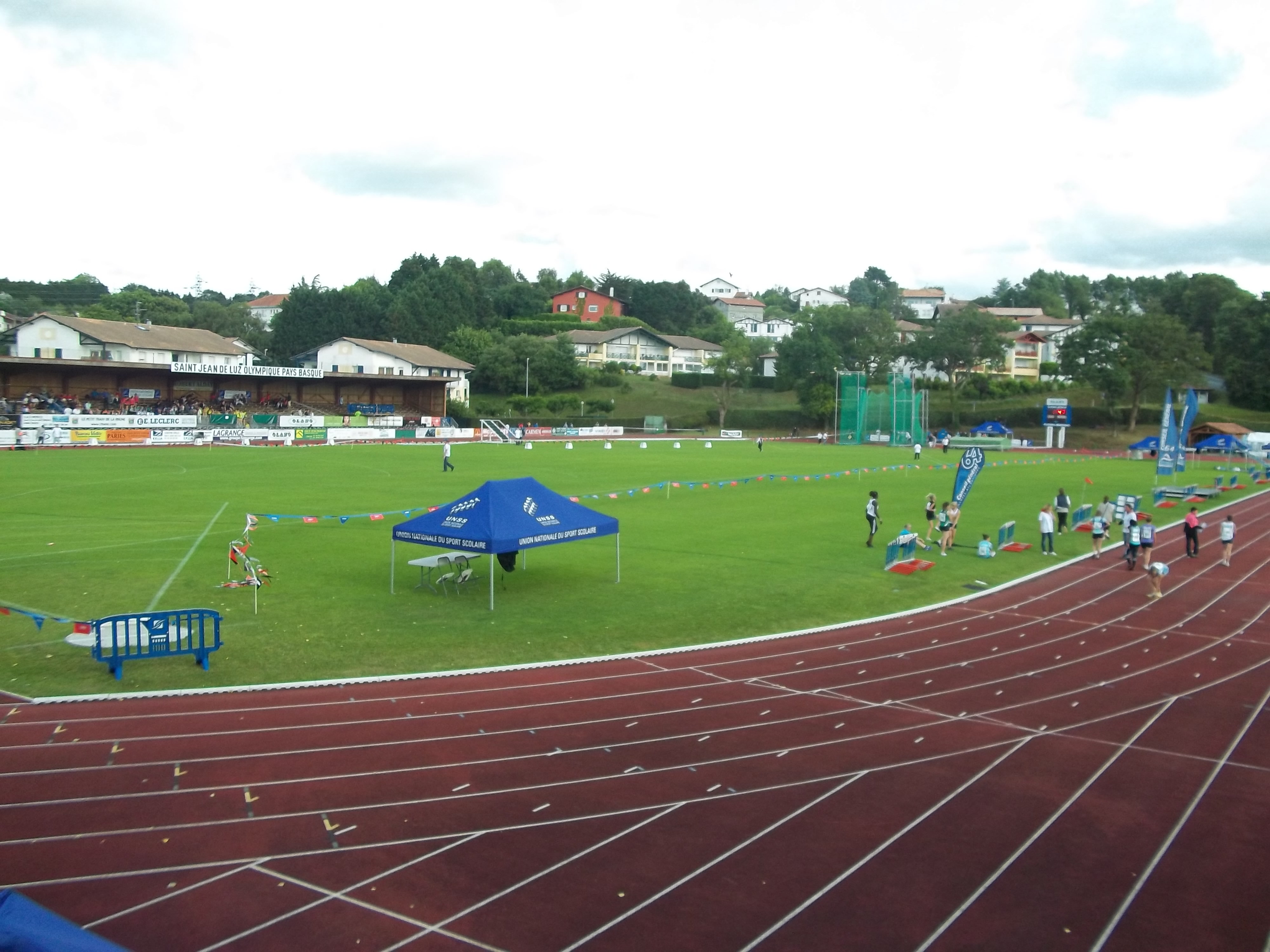
蓝亭球场

### 教育
圣让德吕兹属于波尔多学区。截止2019年1月1日，圣让德吕兹境内共有2所幼儿园、5所小学、4所初级中学、2所普通高中和1所职业高中。2018至2019学年度，圣让德吕兹境内共有在校中等教育阶段学生2,926名。

### 医疗
截止2019年1月1日，圣让德吕兹境内共有全科医生25名、保健师65名、牙医28名、护士61名、耳科医生5名、眼科医生12名、皮肤科医生2名、助产士3名、儿科医生2名和妇科医生6名。境内共有药房10家、养老院2家、残疾人帮扶中心1家。
圣让德吕兹是巴斯克海岸中心医院的服务范围，后者是法国的一个区域性医疗机构，在圣让德吕兹境内设有“特里卡尔迪医院”（Hôpital Trikaldi）和“USA-秋天医院”（Hôpital USA Udazkena），分别设有床位114个和52个。

### 住房
2017年，圣让德吕兹境内共有各类住房14,337套，其中21.5%为独立式居民区，78.3%为集中式居民区。常住房屋占圣让德吕兹市镇范围内居民建筑总量的52.2%。
在住房保障政策方面，2017年，圣让德吕兹境内共有1,378户家庭获得了住房经济补助，受益人数占总人口数量的9.8%，其中1,340份为房租补助。

### 商业
2019年，圣让德吕兹境内共有各类实体商铺812家，其中餐厅179家、大型超市10家、杂货店19家、面包房22家、肉铺16家、书店12家、装饰品店3家、银行门店14家、美容美发店41家、汽车维修店19家。市中心设有家乐福和Monoprix便民超市，市区东北部建有开放式商业街区，有E.Leclerc和家乐福购物中心。

### 体育
2019年，圣让德吕兹境内共有1家游泳池、3间体育馆、2座综合体育场、8处网球场、2处足球或橄榄球场、4处篮球或排球场以及1处高尔夫球场。
圣让德吕兹奥林匹克橄榄球俱乐部是当地的一支橄榄球俱乐部，成立于1927年，2021至2022赛季参加法国全国橄榄球甲组联赛，其主场蓝亭球场位于圣让德吕兹市区东部。
截至2021年9月，吕兹人飞行俱乐部是当地唯一的注册足球俱乐部，成立于1909年，2021至2022赛季参加新阿基坦大区足球联赛。

### 环境
圣让德吕兹的环境事务由其所属的公共社区负责。2019年，圣让德吕兹境内共有4家污染企业。

### 治安
2019年，圣让德吕兹市镇范围内共有1处派出所和1处宪兵队。
2014年，圣让德吕兹及附近地区共发生各类案件2,168起，其中盗窃类案件1,484起，经济类案件192起，毒品交易类案件184起。

## 文化
2019年，圣让德吕兹境内共有1家电影院。圣让德吕兹市政府提供多媒体中心，向公众全年开放。

### 建筑
圣让德吕兹境内有多处历史建筑，其中圣若翰洗者教堂是法国国家文物保护单位。

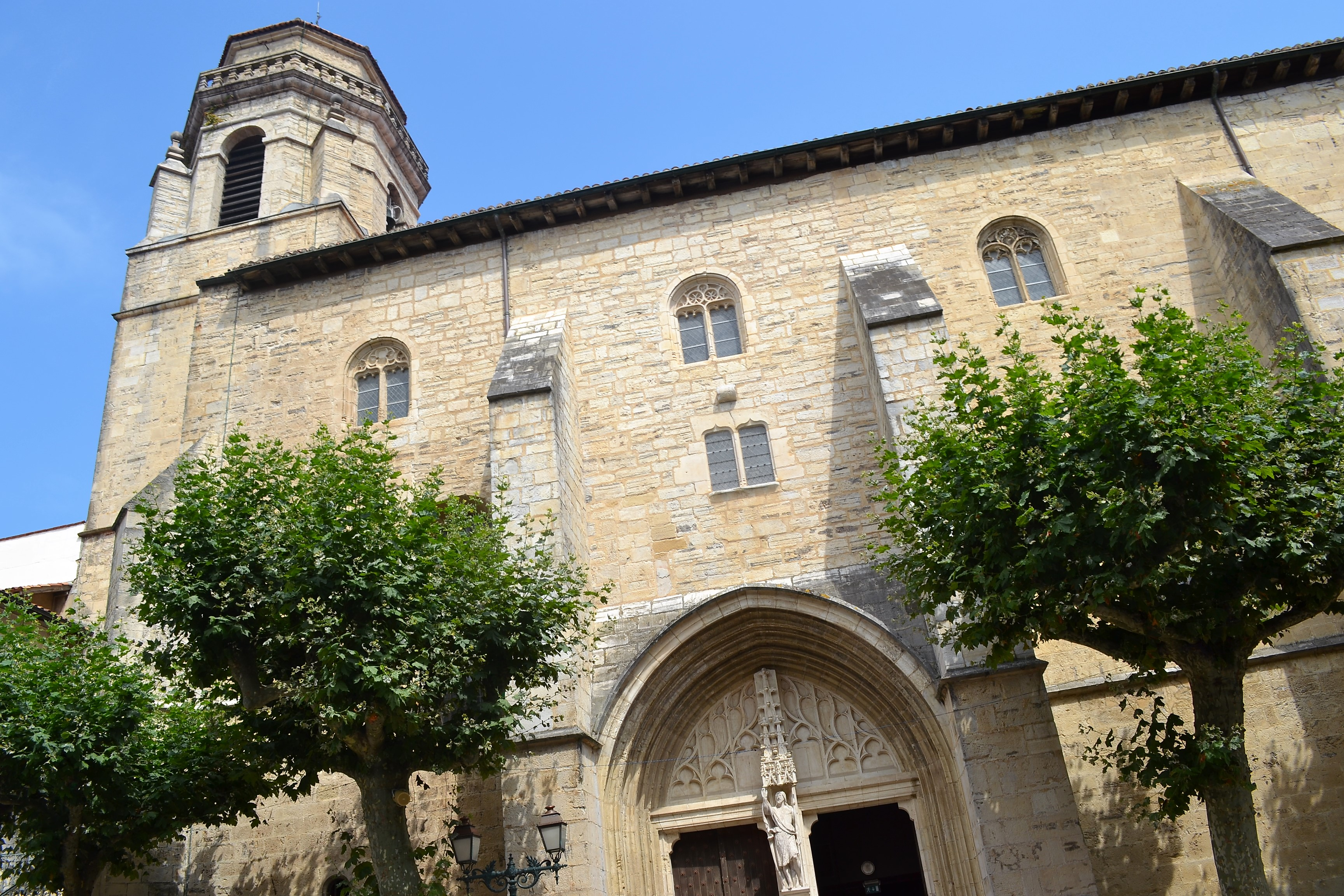
圣若翰洗者教堂（法语：Église Saint-Jean-Baptiste de Saint-Jean-de-Luz）
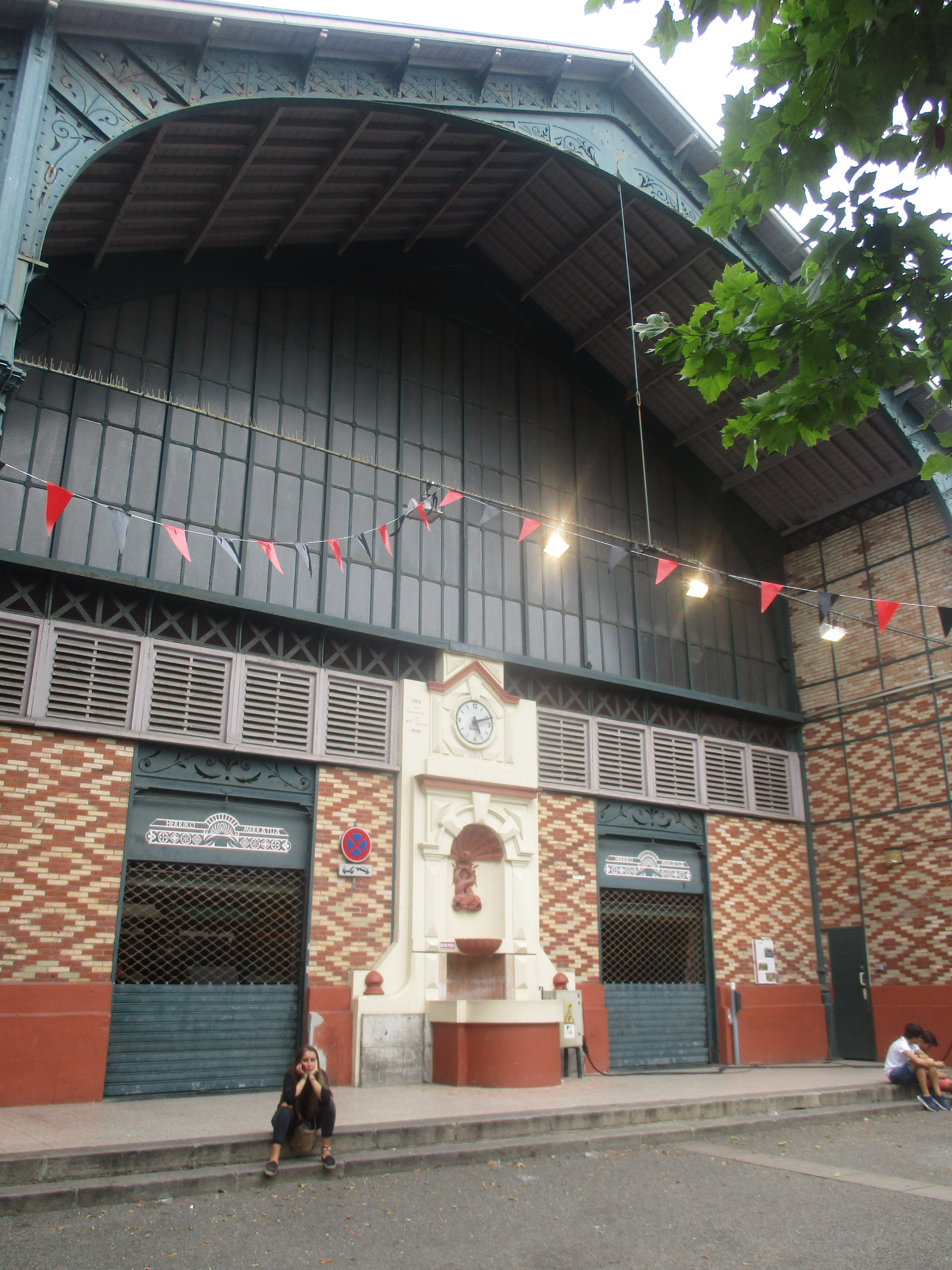
集市大厅
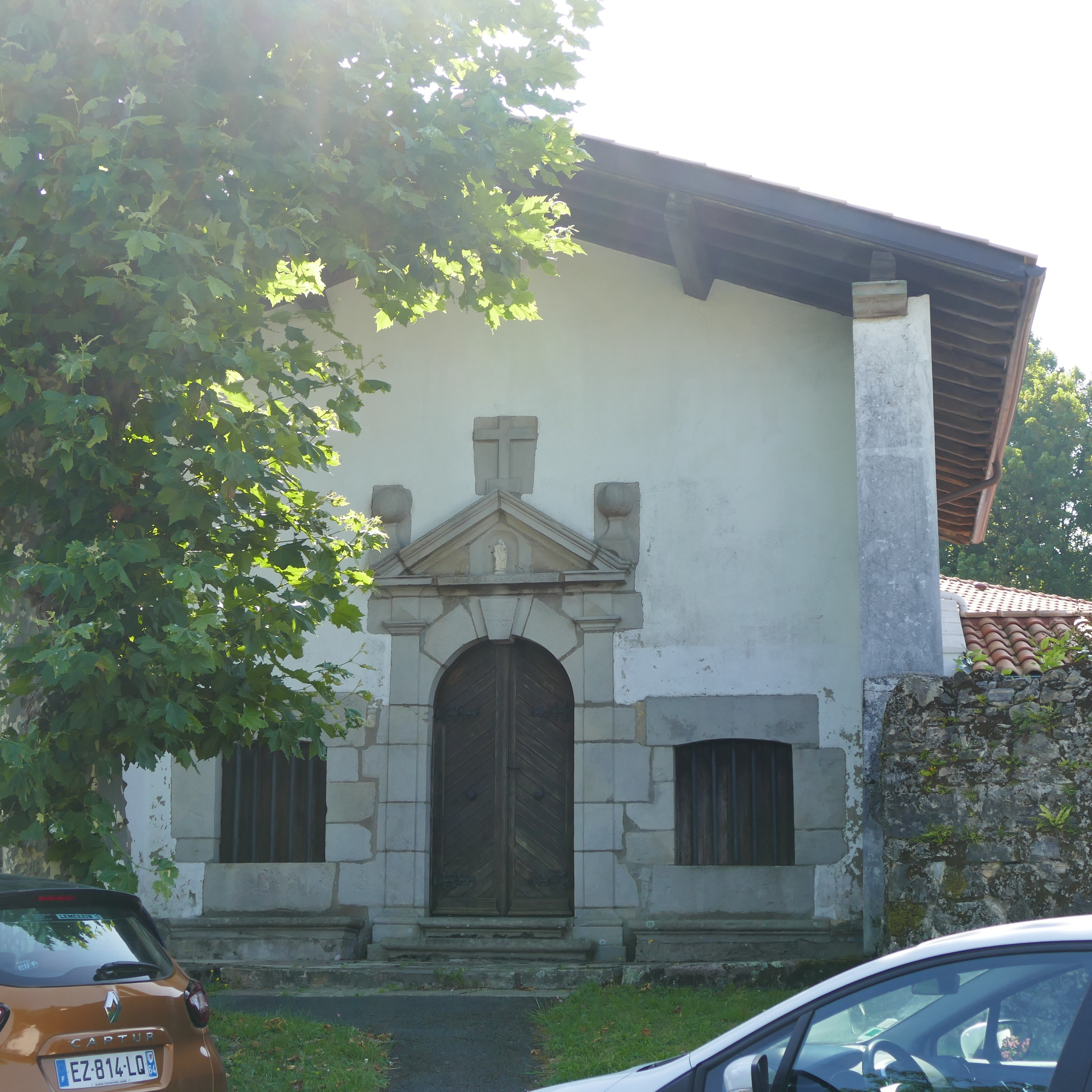
圣若瑟小教堂
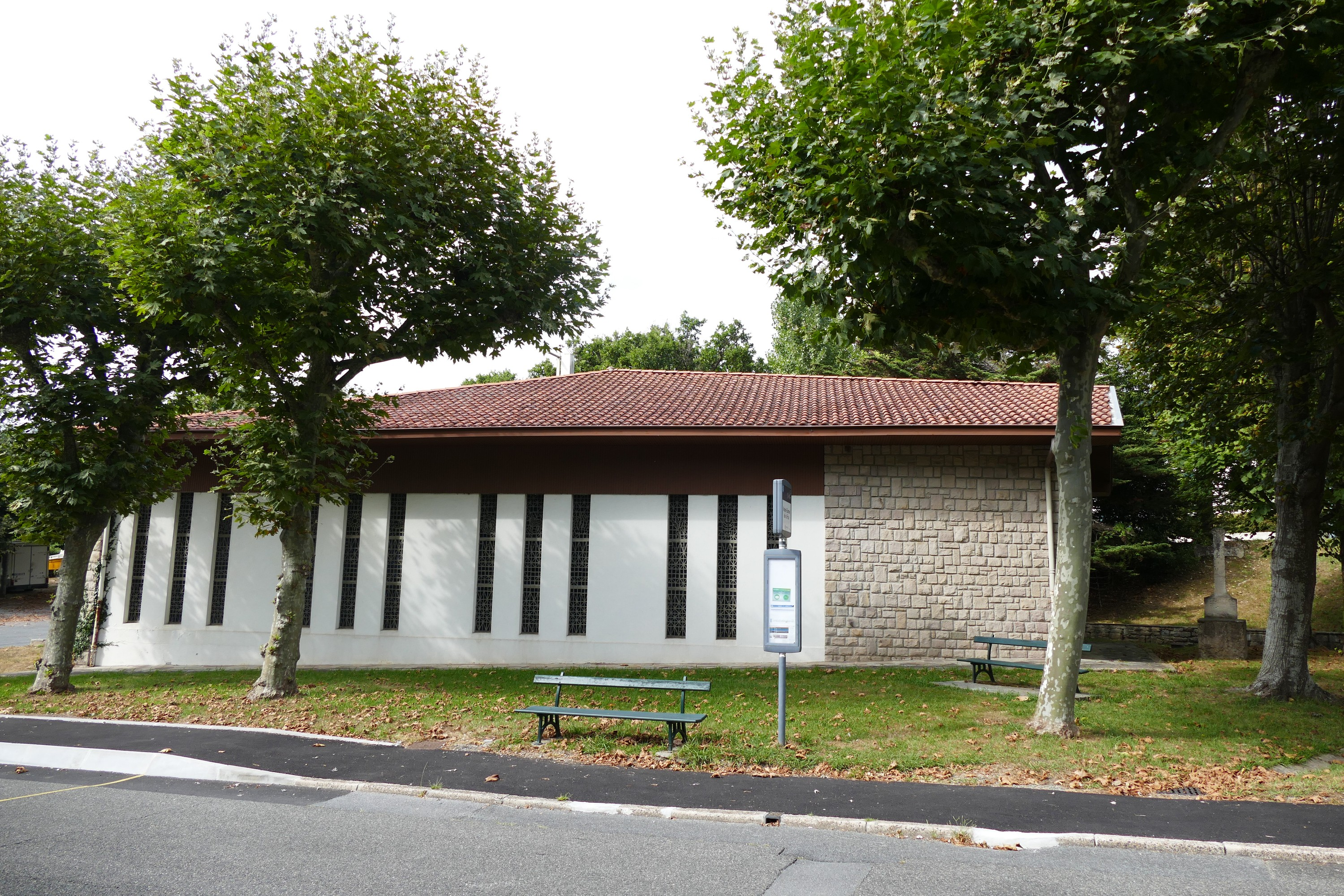
湖畔圣母小教堂
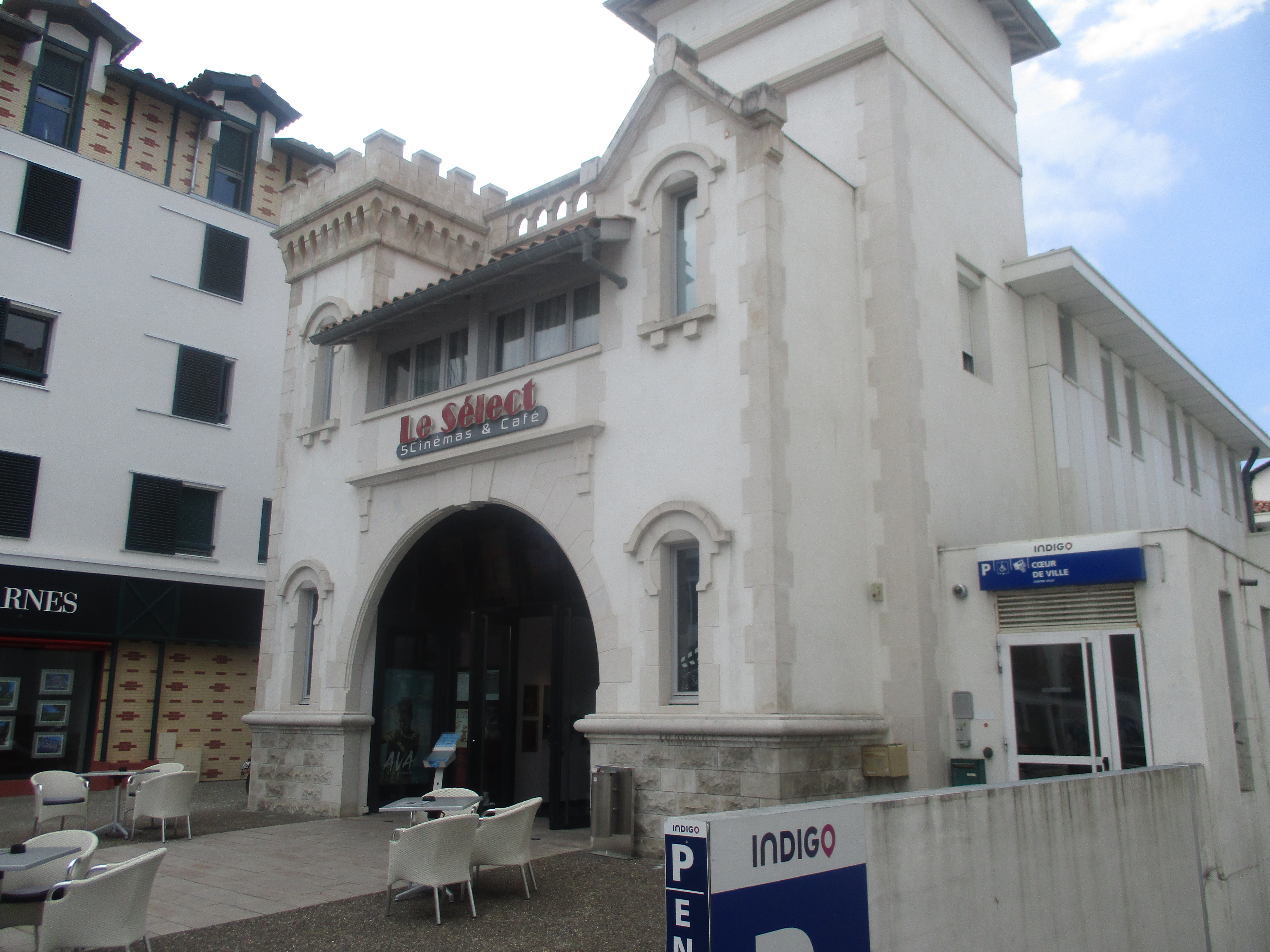
塞莱克特电影院
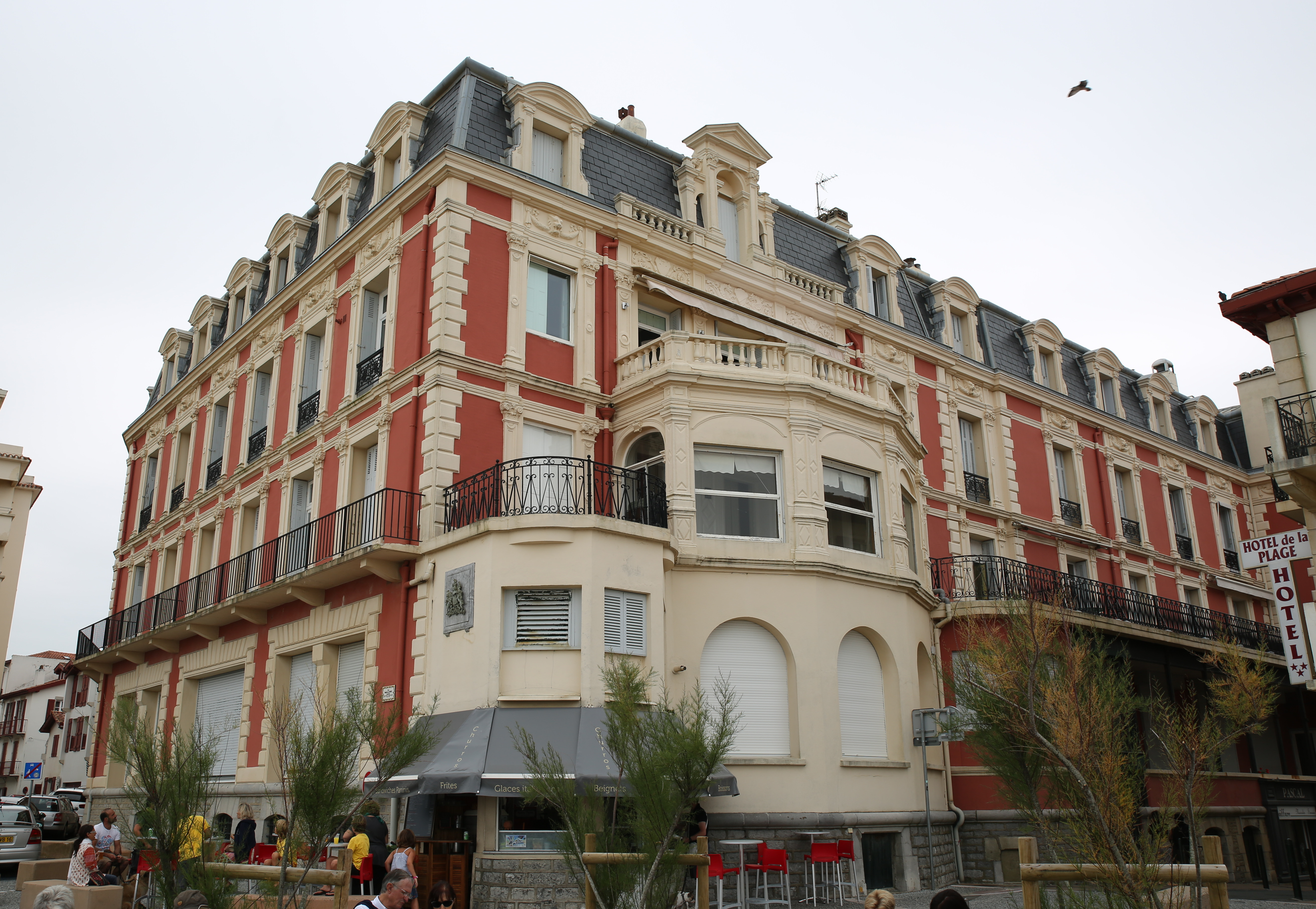
大酒店
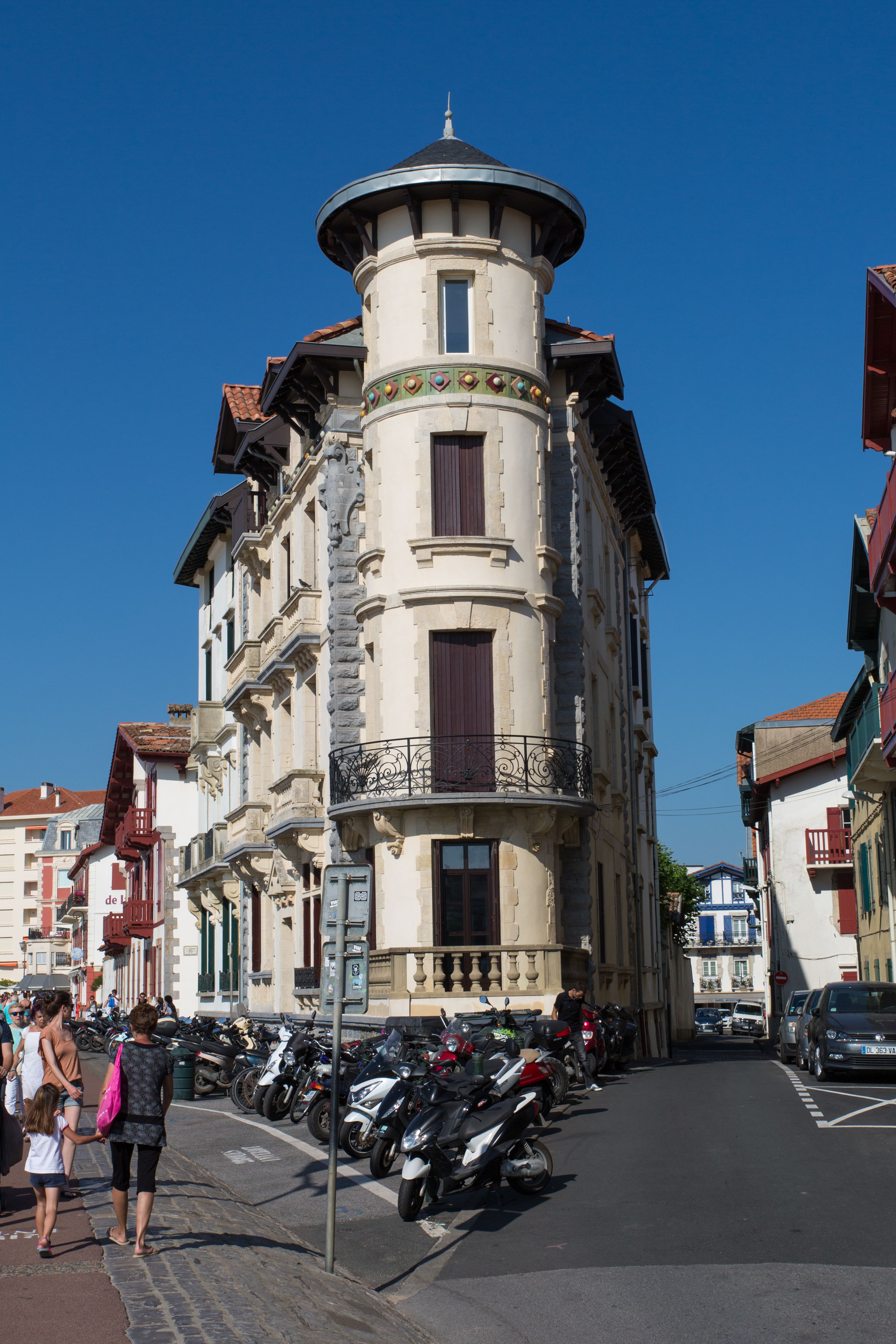
端头塔楼

### 旅游

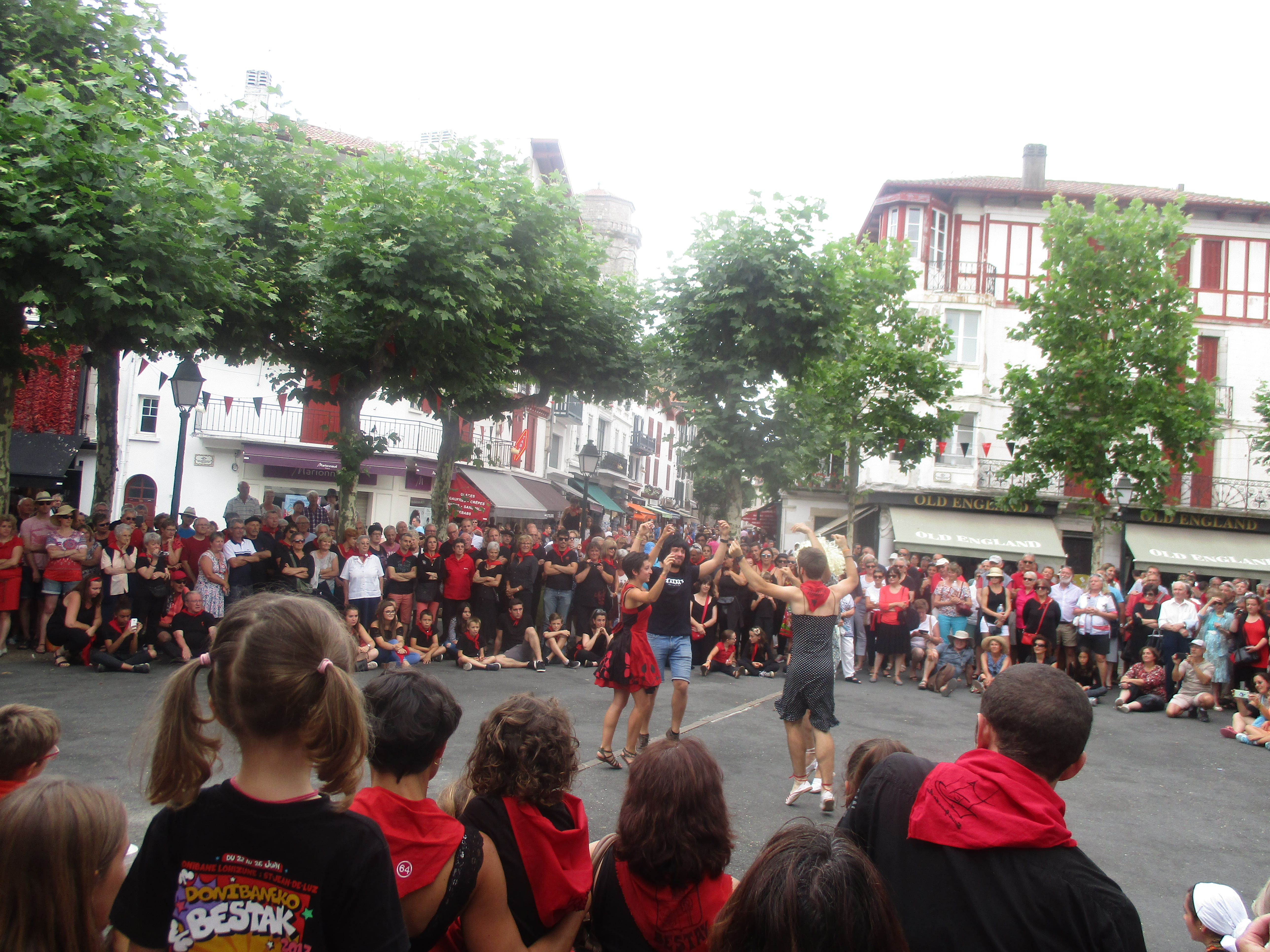
传统地方节日

圣让德吕兹的旅游事务由其所属的公共社区负责。2020年，圣让德吕兹境内共有26家酒店共计801间房间；另有16个露营地，可容纳共2,167辆露营车。

### 媒体
法国主要的媒体均可在圣让德吕兹接收，法国电视三台下属的新阿基坦大区频道在部分时段播出圣让德吕兹所属区域的地方新闻。

## 相关人物
法国画家及士兵加布里埃尔·德吕克、西班牙经济学家米格尔·博耶尔和法国足球运动员比森特·利扎拉祖出生于圣让德吕兹。
逝世于圣让德吕兹的重要人物包括英国作家欧内斯特·霍尔农和法国飞行家路易·波朗。

## 友好城市
截至2021年9月，圣让德吕兹共与两座城市互为友好城市关系：
- 西班牙 格乔
- 美国 贝克斯菲尔德